# Christoph Weiss (Politiker)

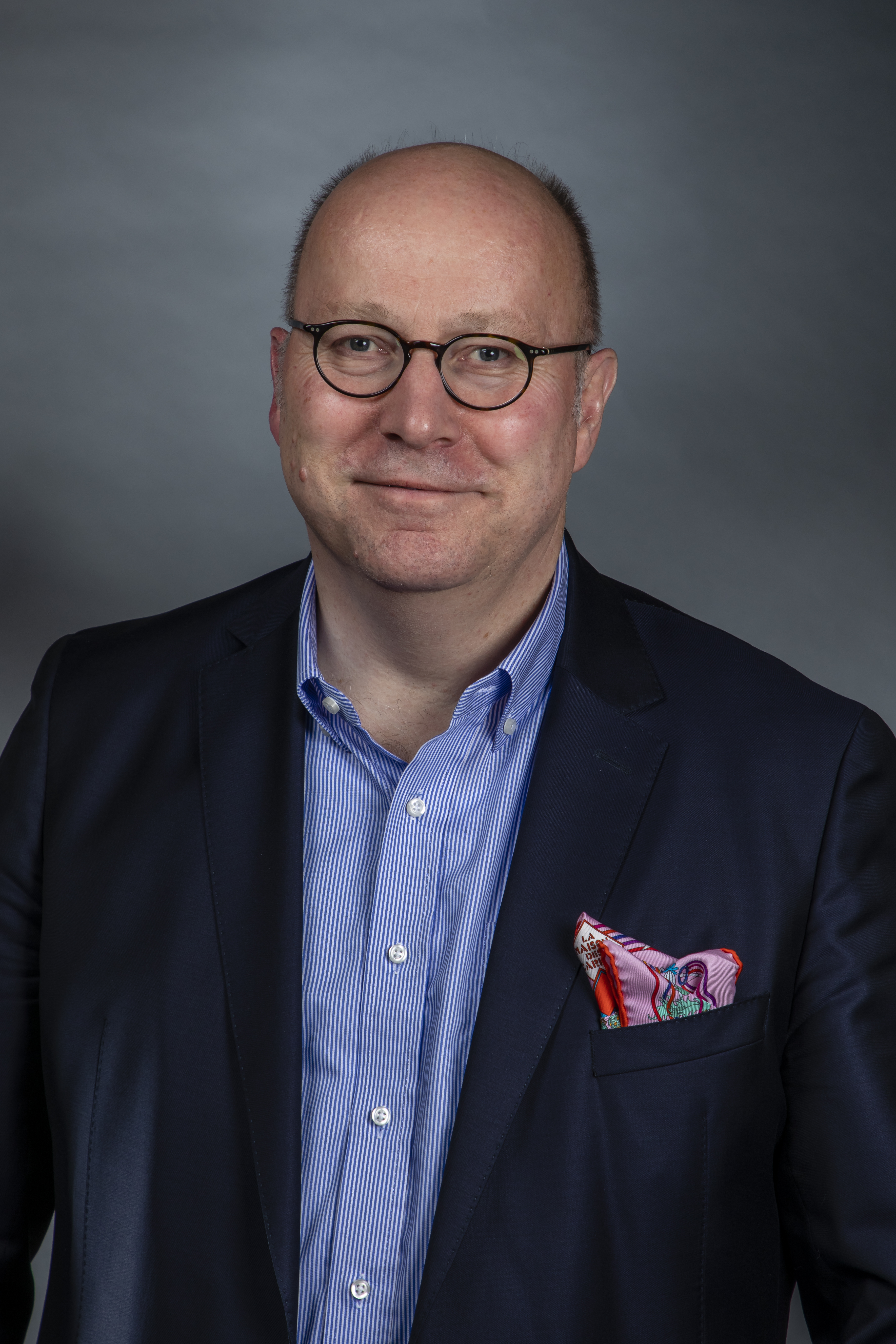
Christoph Weiss (2019)

Christoph Weiss (* 1965 in Bremen) ist ein deutscher Unternehmer und Politiker der CDU. Er war von 2019 bis 2022 Mitglied der Bremischen Bürgerschaft.

## Biografie

### Ausbildung und Beruf
Weiss ging in Bremen zur Schule. Er studierte nach dem Abitur Betriebswirtschaftslehre an der Universität Münster. Danach arbeitete er in Hongkong und in Boston. 1993 kehrte er nach Bremen zurück und arbeitete für das Unternehmen BEGO. Er ist seit 1997 geschäftsführender Gesellschafter des Dentaltechnik-Unternehmens BEGO.
 
Von 2013 bis 2016 war Weiss als Handelskammerpräses in Bremen tätig. 
Er ist verheiratet und hat zwei Kinder.

### Politik
Weiss wurde 1981 mit 16 Jahren Mitglied der CDU.
Bei der Bürgerschaftswahl in Bremen 2019 wurde er in die Bremische Bürgerschaft gewählt.
  Hier war er Mitglied in den Controllingausschüssen und Haushalts- und Finanzausschüssen sowie in den Deputationen für Wirtschaft und Arbeit (Sprecher). Am 11. Juli 2022 legte er sein Abgeordnetenmandat nieder. Für ihn rückte Detlef Scharf nach.

### Weitere Mitgliedschaften
- Fraunhofer-Institut für Fertigungstechnik und angewandte Materialforschung, Kurator
- Naber (therm), Stiftungsvorstand und Aufsichtsrat
- Stifterverband für die Deutsche Wissenschaft, Landeskuratorium Bremen
- roha Arzneimittel (Eichenhain), Beiratsvorsitzender
- Deutsche Bank, Beiratsmitglied in Bremen
- Allgemeiner Arbeitgeberverband von Bremen, Vorstandsmitglied
- Unternehmerverbände im Lande Bremen, Beiratsmitglied
- Handelskammer Bremen, Plenumsmitglied
- Verband der deutschen Dental Industrie, Beiratsmitglied